# Bruno de Sá Coimbra
Bruno de Sá Coimbra (Rio de Janeiro, 16 de outubro de 1978) é um cantor e, atualmente, dirigente esportivo brasileiro, sendo um dos filhos de Zico.
Bruno ficou conhecido na mídia quando, no final dos anos 90, foi vocalista do grupo de pagode Só no Sapatinho. Foi o único dos três filhos de Zico que não se profissionalizou na carreira de jogador de futebol.
Atualmente Bruno é o produtor executivo do canal Zico 10 e diretor geral do Centro de Futebol Zico.
Em 2002, foi co-produtor de Zico - O Filme, obra estrelada por seu pai.